# Peroz I Kushanshah
Peroz I Kushanshah (escritura bactriana: Πιρωςο Κοϸανο ϸαηο) fue Kushanshah del reino kushano-sasánida desde 245 hasta 275. Fue el sucesor de Ardashir I Kushanshah. Fue un gobernante enérgico, que acuñó monedas en Balj, Herat y Gandhara. Bajo su mandato, los kushano-sasánidas expandieron aún más sus dominios hacia el oeste, empujando al debilitado Imperio kushán hasta Mathura en el norte de la India.
Peroz I Kushanshah fue sucedido por Hormizd I Kushanshah en 275.

## Nombre
"Peroz" es un nombre persa medio que significa "victorioso". Peroz I Kushanshah fue, en particular, el primer gobernante de la familia sasánida que utilizó este nombre. Siglos más tarde, el nombre volvería a ser utilizado por la línea imperial de los sasánidas, comenzando por Peroz I (reinó: 459-484).

## Reinado

Mapa del reino kushano-sasánida.

"Kushano-Sasánida" es un término historiográfico utilizado por los estudiosos modernos para referirse a una dinastía de monarcas que suplantó al Imperio kushán en la región de Bactriana, y finalmente también en Kabulistán y Gandhara. Según el historiador Khodadad Rezakhani, la dinastía era aparentemente una rama joven de la Casa de Sasan, y tal vez un vástago de uno de los Rey de Reyes sasánidas. Fue fundado por Ardashir I Kushanshah (reinó: 230-245) tras su nombramiento por el primer rey de reyes sasánida, Ardashir I (reinó: 224-242). Los kushano-sasánidas, al igual que los kushán, utilizaron el título de Kushanshah ("rey kushán"), demostrando así una continuidad con sus predecesores. Peroz se convirtió en Kushanshah en 245.

### Monedas de estilo sasánida
Al igual que su predecesor Ardashir I Kushanshah, Peroz es llamado "Gran Rey Kushan" y "señor mazdeano (zoroastriano)" en sus monedas. En algunas de las raras monedas de Peroz, la "emisión de investidura", acuñada en Herat (HLYDY), la leyenda del anverso dice mzdztn bgy pylwcy rb kwšn mdw en Pahlavi, "El señor adorador de Mazda Peroz el Gran Kushan Shah". En el reverso, se ve a Peroz de pie a la izquierda, frente a Anahita que se levanta de su trono. Peroz sostiene una corona de investidura sobre un altar y levanta la mano izquierda en gesto de bendición. Anahita también sostiene una corona de investidura y un cetro.

### Monedas de estilo Kushan

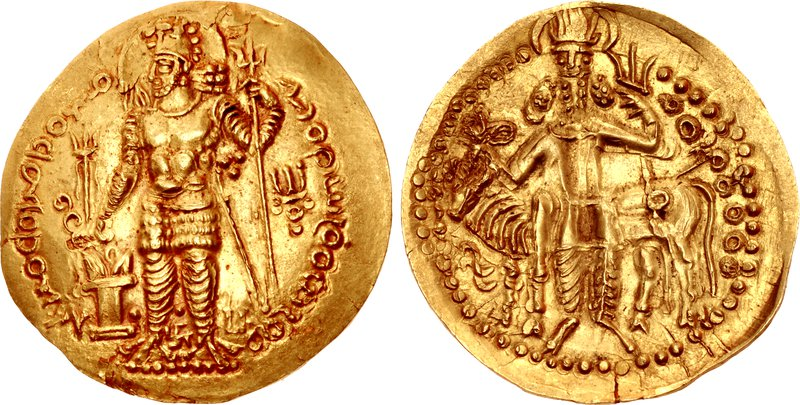
Moneda de Peroz I Kushanshah, imitación de monedas Kushan, acuñadas en Balkh.
Anverso: Rey con armadura realizando una ofrenda en un altar.Símbolo Nandipada, esvástica entre las piernas, letra Brahmi ^{} Pi a la derecha. Texto en bactriano alrededor "Peroz el gran Rey de Kushan"
Reverso: dios kushán Oesho, texto en bactriano "El Dios excelso".

El reinado de Peroz marcó un cambio en las monedas kushano-sasánidas, que pasaron a ser similares a las monedas de los emperadores kushán. Él fue el primer gobernante kushano-sasánida que acuñó monedas según el modelo kushán. Las monedas de oro de Peroz tienden a ser escifatos e imitar el diseño del gobernante kushán Vasudeva I. A menudo eran acuñadas en  Balj, en Bactriana, al norte del Hindu Kush.
El aspecto visual de este nuevo tipo de moneda era casi idéntico al de los kushán, aunque con ajustes específicos. El anverso de las monedas de Peroz lo muestra de pie con una armadura kushán haciendo una ofrenda en un altar, al mismo tiempo que sostiene una lanza en su mano derecha (el estilo de armadura se describe más bien como vestimenta de estilo sasánida por Rezakhani). La moneda incluye varios símbolos: un tridente sobre el altar, lo que a menudo se describe como un símbolo de Nandipada detrás del rey y una esvástica entre las piernas. Una letra Brahmi  Pi también se observa a la derecha del gobernante, cerca del suelo. El anverso posee un texto en escritura bactriana alrededor (comenzando a las 14:00 h): Πιρωςο οοςορκο Κοϸανο ϸαηο "Peroz el Gran Rey Kushán" En esto, al igual que su predecesor Ardashir I Kushanshah, Peroz se denominaba a sí mismo "Gran Rey Kushán".
El reverso tiene una representación al estilo Kushan del dios Kushan Oesho (en bactriano Οηϸο en las correspondientes monedas Kushan), que utiliza los atributos del dios indio Shiva, parado frente al toro Nandi, y sosteniendo un tridente y una diadema. Esta nueva deidad inversa reemplazó las representaciones anteriores de las deidades zoroástricas Mitra o Anahita en acuñación kushano-sasánida. En las monedas de estilo kushán de Peroz, aunque la representación de la deidad es visualmente similar a la de las monedas kushanas la leyenda ya no es la palabra kushana Oesho (Οηϸο), sino que ha sido sustituida por la leyenda bactriana οορςοανδο ιαςοδο o BΟPZAΟANΔΟ IAZAΔΟ' ' "El Dios excelso".
Además de acuñar monedas en la base principal kushano-sasánida de Bactriana, Peroz también hizo acuñar monedas en Gandhara y Begram, y muy probablemente también en Peshawar. Fue alrededor de esta época cuando los kushano-sasánidos comenzaron a expulsar a los kushán de Gandhara, empujándolos a Mathura en el norte de la India, donde su poder disminuyó, pasando de ser reyes a príncipes locales. Por lo tanto, Peroz fue el primer gobernante kushano-sasánida que emitió monedas al sur del Hindu Kush, y es conocido por varias sobrecargas en las monedas del gobernante kushán Kanishka II.